# Тип 73 (кулемет)
Тип 73 (англ. Type 73) — легкий кулемет, розроблений і виготовлений Першим машинобудівним бюро Північної Кореї. 

## Оператори
- Іран[1]
- Росія — в листопаді 2024 року були помічені в використанні збройними силами РФ[2].